# Sporisorium andropogonis
Sporisorium andropogonis är en svampart som först beskrevs av Philipp (Filip) Maximilian Opiz, och fick sitt nu gällande namn av Vánky 1985. Sporisorium andropogonis ingår i släktet Sporisorium och familjen Ustilaginaceae.   Inga underarter finns listade i Catalogue of Life.